# Muqui
Muqui là một đô thị thuộc bang Espírito Santo, Brasil. Đô thị này có diện tích 326,873 km², dân số năm 2007 là 13881 người, mật độ 42,47 người/km².